# معاداة السامية في الإمبراطورية الروسية
تضمنت معاداة السامية في الإمبراطورية الروسية العديد من المذابح، وحُدد نطاق الاستيطان (أراضي أوكرانيا، وبيلاروس، وليتوانيا، وبولندا المعاصرة)، حيث مُنع اليهود من الهجرة إلى الداخل الروسي، ما لم يتحولوا إلى الأرثوذكسية الروسية، وهي دين الدولة الرسمي.
ظلت روسيا غير متأثرة بالنزعات التحررية في هذا العصر في ما يتعلق بوضع اليهود. حافظت روسيا، قبل القرن الثامن عشر، على سياسة إقصائية تجاه اليهود، وفقًا لمبادئ الكنيسة الأرثوذكسية الروسية المعادية لليهود. قال بطرس الأكبر، حين سُئل عن قبول اليهود في الإمبراطورية: «أفضل أن أرى في ما بيننا أممًا تعتنق المحمدية والوثنية بدلًا من رؤية اليهود. فإنهم محتالون وغشاشون. وأنا أسعى للقضاء على الشر وليس مضاعفته».

## نطاق الاستيطان

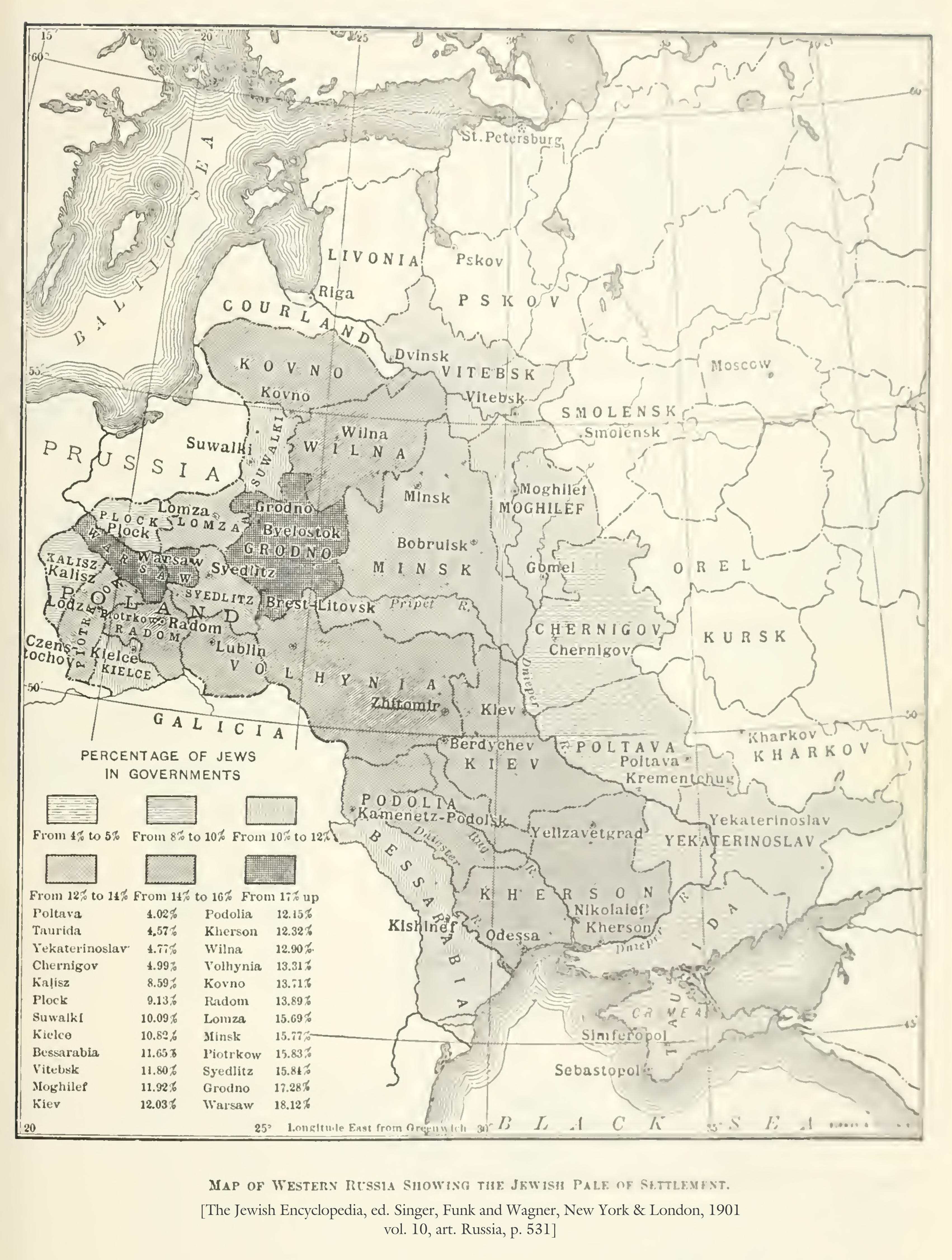
خريطة نطاق الاستيطان موضحًا عليها الكثافة السكانية لليهود.

بدأت سياسات تمييزية أكثر حدة مع تقاسم بولندا في القرن الثامن عشر، ما أسفر، لأول مرة في التاريخ الروسي، عن حيازة أراضي بها عدد كبير من اليهود. اعتُبرت هذه الأراضي بمثابة نطاق الاستيطان حيث مُنع اليهود من الهجرة إلى الداخل الروسي. أجبرت كاترين الثانية، في عام 1772، يهود نطاق الاستيطان على البقاء في تجمعاتهم (الشتيتل) ومنعتهم من العودة إلى المدن التي كانوا يحتلونها قبل تقاسم بولندا. جرى إضفاء الطابع الرسمي على نطاق الاستيطان في عام 1791، بهدف تخليص موسكو من اليهود. اكتملت حدود النطاق في عام 1812 بضم بيسارابيا.

## التجنيد الإجباري
استهدف القيصر نيكولاي الأول تدمير الحياة اليهودية، وتُذكر فترة حكمه بأنها واحدة من أكثر الفترات إيلامًا لليهود الأوروبيين. أمر القيصر نيكولاي، في عام 1825، بتجنيد جميع رجال اليهود في الجيش الإمبراطوري الروسي بدءًا من سن الثانية عشرة. كثيرًا ما يُذكر القرن التاسع عشر، في مجتمعات الشتات اليهودية المنحدرة من الإمبراطورية الروسية، بأنه الوقت الذي أُجبر فيه اليهود على الذهاب إلى الخطوط الأمامية للجيش «كوقود للمدافع». مُنع اليهود من أن يكونوا ضباطًا. اختُطف كثير من الصبية الذين أُجبروا على الالتحاق بالجيش. غالبًا ما أُعفيت الجاليات الزراعية اليهودية في المناطق الجنوبية البعيدة، لأن الحكومة الروسية أحبت تشجيع الزراعة بين اليهود، في حين طُردت الجاليات الأخرى المعفاة، في كثير من الأحيان، من مدنها وقراها.
أدت حرب القرم إلى تزايد اختطاف الأطفال والشبان اليهود للقتال على الجبهة.
صدر قانون، في عام 1912، يحظر على أحفاد اليهود كذلك أن يصبحوا ضباطًا، رغم الأعداد الكبيرة لليهود وذوي الأصول اليهودية في الجيش.

## محاولات الاستيعاب
فرضت حكومة الإمبراطورية الروسية، في أربعينيات القرن التاسع عشر، ضريبة خاصة على اليهود، واستخدمت الأموال لبناء شبكة من «المدارس اليهودية»، بهدف استيعابهم في الثقافة الروسية. صدر مرسوم يقضي بأن يكون المعلمون في هذه المدارس مسيحيين، وأن «الهدف من تعليم اليهود هو جعلهم أكثر قربًا من المسيحيين واجتثاث معتقداتهم الضارة المتأثرة بالتلمود».
في عام 1844 حُلت بالقوة الجاليات ذات الطراز البولندي، واستُبدلت ببنى استيطانية جديدة. مُنع ارتداء البايوت رسميًا، وصنف القيصر نيكولاي جميع اليهود رسميًا إلى «مفيدين» و«غير مفيدين»، مع اعتبار التجار «مفيدين» وغيرهم «غير مفيدين».
شهد عهد القيصر ألكسندر الثاني رفع بعض الاضطهاد القانوني المعادي للسامية، مع تكثيف التدابير الرامية إلى إذابة الثقافة اليهودية في الثقافة الروسية الوطنية. سُمح لليهود الحاصلين على تعليم ثانوي بالعيش خارج نطاق الاستيطان تحت حكم ألكسندر. حقق العديد من اليهود، نتيجة لهذه التدابير، نجاحًا تجاريًا، غير أن تزايد وجود اليهود قوبل بمعارضة مختلف قطاعات المجتمع الروسي.

## المذابح
وقعت سلسلة من أعمال الإبادة الجماعية، أو المذابح، ضد اليهود في روسيا. حدثت هذه الأعمال نتيجة لمجموعة متنوعة من الدوافع، فلا تتعلق جميعها بمعاداة السامية المسيحية. نُسبت في جزء منها إلى معاداة السامية ذات الدوافع الدينية الناشئة عن الإشاعة بأن اليهود مسؤولون عن صلب يسوع. بيد أن اغتيال القيصر ألكسندر الثاني كان السبب الرئيسي وراء هذه المذابح.
غالبًا ما توصف المذبحة الأولى بأنها أعمال شغب عام 1821 ضد اليهود في مدينة أوديسا (أوكرانيا الحديثة) بعد وفاة البطريرك الأرثوذكسي اليوناني في القسطنطينية، وقد قُتل فيها 14 يهوديًا. تزعم دائرة المعارف اليهودية الافتراضية أن الذين بادروا بالقيام بمذابح سنة 1821 كانوا من اليونانيين المحليين، الذين اعتادوا على التواجد بشتات كبير في المدن الساحلية التي كانت تُعرف باسم نوفوروسيا.

### القيصر ألكسندر الثاني (1881-1894)
كُثفت السلوكيات والسياسات القمعية طويلة الأمد تجاه اليهود بعد اغتيال القيصر ألكسندر الثاني في 13 مارس 1881. أُلقي باللوم على اليهود خطًأ، وأُثيرت مذابح واسعة النطاق ضد اليهود في الإمبراطورية الروسية، والتي استمرت لثلاث سنوات، منذ 27 أبريل 1881 إلى 1884.
أدت مذبحة وارسو عام 1881 إلى تفاقم العلاقات البولندية اليهودية، وانتقدها بعض أعضاء النخبة البولندية. يشير المؤرخ مايكل أوكس أن الفترة منذ عام 1863 إلى عام 1881 شهدت زيادة في معاداة السامية في بولندا الروسية.
كان القيصر ألكسندر الثالث (1881-1894) معاديًا لليهود، إذ شهد عهده تدهورًا حادًا في الوضع الاقتصادي والاجتماعي والسياسي لليهود. نفذ المسؤولون القيصريون سياسته في ما يخص «قوانين مايو» لعام 1882 بحماس شديد. لام المسؤولون اليهود بصفة رسمية على موت القيصر. وقد منعوا اليهود من السكن في المناطق الريفية وفي تجمعاتهم (الشتيتل) (حتى داخل نطاق الاستيطان) وحدوا من المهن التي يمكن لهم الانخراط فيها. طبقت شرطة الإمبراطورية الروسية القوانين التمييزية المعادية للسامية بصرامة، في حين قامت وسائل الإعلام الروسية بدعاية معادية للسامية دون قيد. طُرد جميع اليهود بشكل ممنهج من موسكو سنة 1891. أثارت أعمال القمع هذه حفيظة الكثير من اليهود ضد المجتمع الروسي، ما أقنع الكثيرين بأن روسيا لم تعد موطنهم.
ذكر كونستانتين بوبيدوناستيف، وزير القيصر، أن هدف الحكومة فيما يتعلق باليهود هو «موت الثلث، ومغادرة الثلث الثاني من البلاد، وذوبان الثلث الآخير بالكامل في السكان المحيطين». أدت المذابح والتشريعات القمعية إلى هجرة جماعية لليهود إلى أوروبا الغربية وأمريكا. غادر روسيا، بين عام 1881 واندلاع الحرب العالمية الأولى، ما يُقدر بنحو 2.5 مليون يهودي، وهي واحدة من أكبر الهجرات الجماعية في التاريخ المسجل.
أصبحت المذابح، بعد مذبحة عيد الفصح عام 1903، هي السياسة الرسمية للإمبراطورية الروسية، وبلغت الفظائع المعادية للسامية ذروتها في أكتوبر 1905.